# Xã Johnsonville, Quận Redwood, Minnesota
Xã Johnsonville (tiếng Anh: Johnsonville Township) là một xã thuộc quận Redwood, tiểu bang Minnesota, Hoa Kỳ. Năm 2010, dân số của xã này là 152 người.